# Туре, Альмами
Альмами́ Туре́ (фр. Almamy Touré; 28 апреля 1996 года, Бамако, Мали) — французский и малийский футболист, защитник клуба «Кайзерслаутерн» и сборной Мали.

## Карьера
Начал футбольную карьеру в академии клуба «Монако». Дебютировал за первую команду 20 февраля 2015 года в матче против клуба «Ницца», заменив на 35-й минуте Левен Кюрзаву. Забил первый гол 7 марта 2015 года в матче против клуба «Эвиан» на 60-й минуте.
19 мая 2015 года заключил новый контракт с «Монако» на 4 года.

## Статистика
| Сезон           | Клуб            | Дивизион        | Лига  | Лига | Кубок | Кубок | Евро  | Евро | Всего | Всего |
| Сезон           | Клуб            | Дивизион        | Матчи | Голы | Матчи | Голы  | Матчи | Голы | Матчи | Голы  |
| --------------- | --------------- | --------------- | ----- | ---- | ----- | ----- | ----- | ---- | ----- | ----- |
| 2014/15         | Монако          | Лига 1          | 5     | 1    | 2     | 1     | 1     | 0    | 8     | 2     |
| 2015/16         | Монако          | Лига 1          | 5     | 1    | 0     | 0     | 1     | 0    | 6     | 1     |
| Всего в карьере | Всего в карьере | Всего в карьере | 10    | 2    | 2     | 1     | 2     | 0    | 14    | 3     |

## Достижения
«Айнтрахт»
- Победитель Лиги Европы УЕФА: 2021/22